# BarBara Luna
Pour les articles homonymes, voir Luna et Barbara Luna.
 (décembre 2023).
Si vous disposez d'ouvrages ou d'articles de référence ou si vous connaissez des sites web de qualité traitant du thème abordé ici, merci de compléter l'article en donnant les références utiles à sa vérifiabilité et en les liant à la section « Notes et références ».
Barbara Ann Luna, née le 2 mars 1939 à New York (arrondissement de Manhattan, État de New York, aux États-Unis), est une actrice américaine connue comme BarBara Luna (graphie officielle actuelle) mais souvent créditée Barbara Luna.

## Biographie
Au théâtre, BarBara Luna se produit notamment à Broadway, où elle débute à dix ans en 1949, dans la comédie musicale South Pacific (représentée jusqu'en 1954) du tandem Rodgers-Hammerstein, aux côtés de Mary Martin et Ezio Pinza.
Et de 1951 à 1954, elle est un des enfants royaux dans une autre comédie musicale notable du même tandem Rodgers-Hammerstein, Le Roi et moi (avec Yul Brynner et Gertrude Lawrence). Toujours à Broadway, suit la pièce à succès La Petite Maison de thé de John Patrick (avec John Forsythe et David Wayne), représentée de 1953 à 1956.
Puis, à ce jour, elle revient sur les planches de Broadway une dernière fois en 1976, dans la comédie musicale A Chorus Line (sur une musique de Marvin Hamlisch, avec Michael Douglas et Janet Jones, représentée de 1975 à 1990).
Au cinéma, elle contribue à vingt films américains, le premier sorti en 1958, le dernier à ce jour achevé en 2016. L'essentiel de sa filmographie se situe toutefois au cours des années 1960, à l'exemple de Cinq Semaines en ballon d'Irwin Allen (1962, avec Cedric Hardwicke et Red Buttons), La Nef des fous de Stanley Kramer (1965, avec Vivien Leigh et Simone Signoret) et Che ! de Richard Fleischer (1969, avec Omar Sharif et Jack Palance).
À la télévision américaine, BarBara Luna apparaît à ce jour dans soixante-seize séries entre 1954 et 2016, dont Zorro (quatre épisodes, 1958), Mission impossible (deux épisodes, 1966-1969), Switch (deux épisodes, 1977-1978) et Dallas (un épisode, 1991) et un épisode de la série Les envahisseurs (1967).
S'ajoutent onze téléfilms à partir de 1964, dont Pleasure Cove de Bruce Bilson (1979, avec Tom Jones et Melody Anderson). Son dernier téléfilm à ce jour est Noriega : L'Élu de Dieu de Roger Spottiswoode (avec Bob Hoskins dans le rôle-titre), diffusé en 2000.

## Théâtre à Broadway

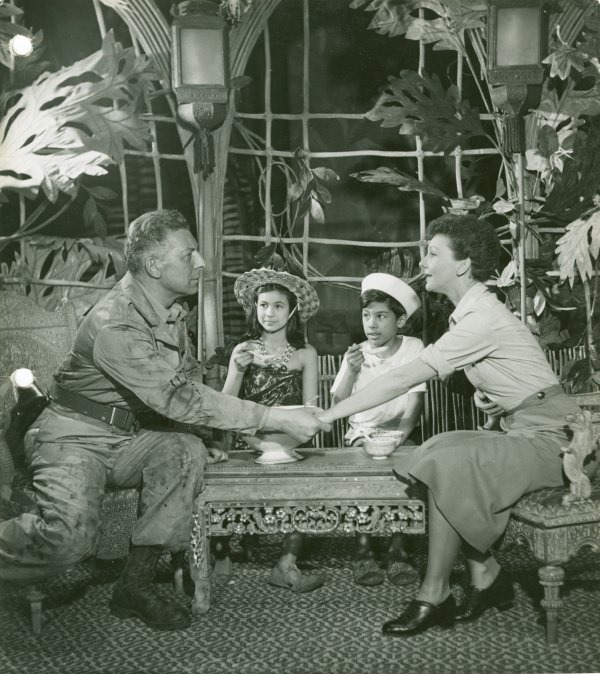
De g. à d., Ezio Pinza, BarBara Luna, Michael (ou Noel) De Leon et Mary Martin, dans la comédie musicale South Pacific, à Broadway en 1949

(comédies musicales, sauf mention contraire)
- 1949-1954 : South Pacific, musique de Richard Rodgers (orchestrée par Robert Russell Bennett), lyrics d'Oscar Hammerstein II, livret de Joshua Logan et Oscar Hammerstein II, mise en scène et chorégraphie de Joshua Logan : Ngana
- 1951-1954 : Le Roi et moi (The King and I), musique de Richard Rodgers (orchestrée par Robert Russell Bennett), lyrics et livret d'Oscar Hammerstein II, mise en scène de John Van Druten, chorégraphie de Jerome Robbins, costumes d'Irene Sharaff : une enfant royale / une danseuse royale (remplacement)
- 1953-1956 : La Petite Maison de thé (The Teahouse of the August Moon), pièce de John Patrick produite par Maurice Evans et George Schaefer : une activiste de la Ligue Démocratique (remplacement)
- 1976 : A Chorus Line (A Chorus Line), musique de Marvin Hamlisch, lyrics d'Edward Kleban, livret de James Kirkwood Jr. et Nicholas Dante, costumes de Theoni V. Aldredge : Diana (remplacement)

## Filmographie partielle

### Cinéma
- 1959 : La Fin d'un voyou (Cry Tough) de Paul Stanley : Tina
- 1959 : L'Ange bleu (The Blue Angel) d'Edward Dmytryk : une chorus girl
- 1960 : Elmer Gantry le charlatan (Elmer Gantry) de Richard Brooks : une prostituée
- 1961 : Le Diable à 4 heures (The Devil at 4 O'Clock) de Mervyn LeRoy : Camille
- 1962 : Cinq Semaines en ballon (Five Weeks in a Balloon) d'Irwin Allen : Makia
- 1963 : L'Offrande (Dime with a Halo) de Boris Sagal : Juanita
- 1964 : À l'Ouest du Montana (Mail Order Bride) de Burt Kennedy : Marietta
- 1965 : La Nef des fous (Ship of Fools) de Stanley Kramer : Amparo
- 1965 : Synanon de Richard Quine : Mary
- 1968 : Les Cinq Hors-la-loi (Firecreek) de Vincent McEveety : Meli
- 1969 : Che ! de Richard Fleischer : Anita Marquez

### Télévision

#### Séries
- 1958 : Mike Hammer (Mickey Spillane's Mike Hammer), première série
  - Saison 1, épisode 5 So That's Who It Was de John English : Lily Yu
- 1958 : Perry Mason, première série
  - Saison 2, épisode 4 Le Sergent sardonique (The Case of the Sardonic Sargeant) de William D. Russell : Rikki Stevens
- 1958 : Zorro
  - Saison 2, épisode 6 Le Nouveau Régime (The New Order) de Charles Barton, épisode 7 Œil pour œil (An Eye for an Eye) de Charles Barton, épisode 8 Zorro et le drapeau blanc (Zorro and the Flag of Truce) de Charles Barton, et épisode 9 L'Embuscade (Ambush) de Charles Barton : Theresa Modesto
- 1959-1962 : Les Incorruptibles (The Untouchables)
  - Saison 1, épisode 7 Pas de cadavre au Mexique (Mexican Stake-Out, 1959) de Tay Garnett : Lucita
  - Saison 3, épisode 16 L'Arbre de la mort (The Death Tree, 1962) de Vincent McEveety : Magda Bartok
- 1960 : Bonanza
  - Saison 1, épisode 16 Le Grand Rouge (El Toro Grande) de Christian Nyby : Cayetena Losaro
- 1960 : Les Aventuriers du Far West (Death Valley Days)
  - Saison 8, épisode 35 Pete Kitchen's Wedding : Dona Rosa
- 1960 : Aventures dans les îles (Adventures in Paradise)
  - Saison 2, épisode 4 Illusions perdues (Away from It All) de Jus Addiss : Tapou
- 1962 : Gunsmoke ou Police des plaines (Gunsmoke ou Marshal Dillon)
  - Saison 7, épisode 21 He Learned About Women de Tay Garnett : Chavela
- 1963 : Les Hommes volants (Ripcord)
  - Saison 2, épisode 27 A Present for Felipe : Domi Dias
- 1963 : Au-delà du réel (The Outer Limits)
  - Saison 1, épisode 11 Du fond de l'enfer (It Crawled Out of the Woodwork) de Gerd Oswald : Gaby Christian
- 1965 : Les Mystères de l'Ouest (The Wild Wild West)
  - Saison 1, épisode 2 La Nuit du lit qui tue (The Night of the Deadly Bed) de William Witney : Gatita
- 1965 : L'Homme à la Rolls (Burke's Law), première série
  - Saison 3, épisode 6 Nightmare in the Sun de James Goldstone : Consuelo Menardez « La Tigra »
- 1966 : Laredo
  - Saison 2, épisode 4 Coup de Grace de R. G. Springsteen : Carmella Alveras
- 1966-1969 : Sur la piste du crime (The F.B.I.)
  - Saison 1, épisode 19 Special Delivery (1966) de Ralph Senensky : Linda Rodriguez
  - Saison 2, épisode 19 The Gray Passenger (1967 - Barbara Reyes) de Christian Nyby et épisode 29 The Extortionist (1967 - Dolores) de Gene Nelson
  - Saison 4, épisode 24 The Young Warriors (1969) de Robert Douglas : Jenny Fisher

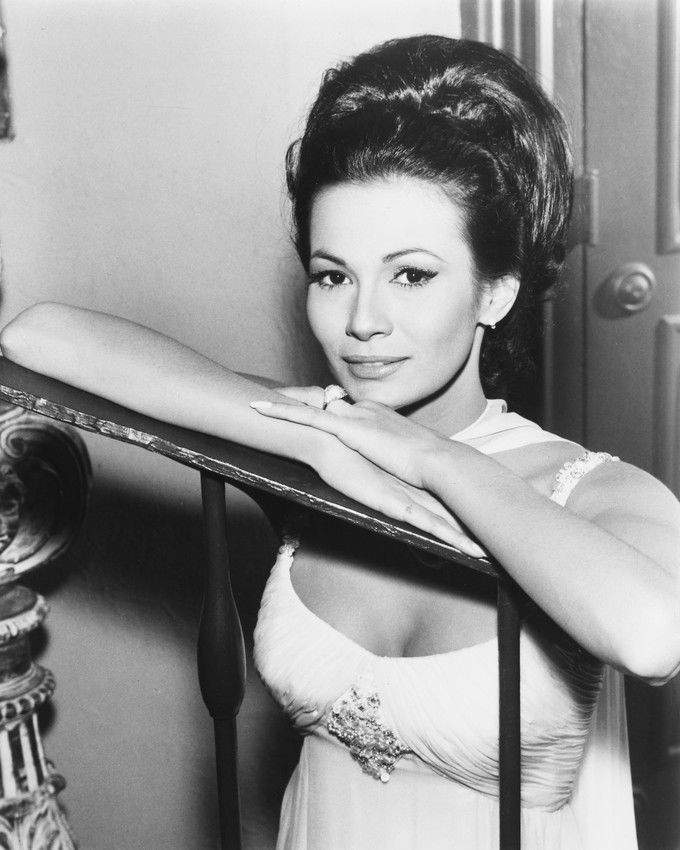
Dans Mission impossible, épisode Elena (1966)

- 1966-1969 : Mission impossible (Mission: Impossible), première série
  - Saison 1, épisode 13 Elena (1966) de Marc Daniels : rôle-titre
  - Saison 4, épisode 12 Attentat nucléaire (Time Bomb, 1969) : Wai Lee
- 1967 : Les Envahisseurs (The Invaders)
  - Saison 1, épisode 13 La Tornade (Storm) de Paul Wendkos : Lisa
- 1967 : Cimarron
  - Saison unique, épisode 2 La Légende de Jud Starr (The Legend of Jud Starr) de Vincent McEveety : Roseanne Todd
- 1967 : Star Trek
  - Saison 2, épisode 4 Miroir (Mirror, Mirror) de Marc Daniels : Marlena
- 1967 : Tarzan
  - Saison 2, épisode 6 La Malédiction de Maguma (The Maguma Curse) d'Alex Nicol : Frankie McVeigh
- 1967 : Des agents très spéciaux (The Man from UNCLE)
  - Saison 4, épisode 12 La Voix d'Armageddon (The Man from THRUSH Affair) : Marnya
- 1967 : Le Grand Chaparral (The High Chaparral)
  - Saison 1, épisode 16 Le Peloton d'exécution (The Firing Wall) de William Witney : Conchita
- 1968 : La Grande Vallée (The Big Valley)
  - Saison 3, épisode 18 Miranda de Paul Henreid : rôle-titre
- 1969-1979 : Hawaï police d'État (Hawaii Five-0)
  - Saison 2, épisode 1 Assurance sur les morts (A Thousand Pardons – You're Dead!, 1969) : Yoko
  - Saison 12, épisodes 1 et 2 Un lion dans la Lune 1re et 2e parties (A Lion in the Streets, Parts I & II, 1979) de Reza Badiyi : Elena Kamoku
- 1971-1975 : Cannon
  - Saison 1, épisode 16 Plan de vol (Flight Plan, 1971) de Richard Donner : Ana
  - Saison 4, épisode 21 La Fugue (Lady on the Run, 1975) de George McCowan : Maria Costello
- 1973 : Docteur Marcus Welby (Marcus Welby, M.D.)
  - Saison 5, épisode 6 A Question of Fault : Serita Salazar
- 1973 : Mannix
  - Saison 7, épisode 7 La Panne (Silent Target) d'Arnold Laven : Elena
- 1975 : Kung Fu
  - Saison 3, épisode 14 L'Agneau du sacrifice (A Lamb to the Slaughter) : Isela
- 1975 : Petrocelli
  - Saison 2, épisode 3 Five Yards of Trouble de Joseph Pevney : Dorothy
- 1975-1978 : Police Story
  - Saison 2, épisode 19 The Man in the Shadows (1975) de Richard Benedict : Gloria Rivera
  - Saison 5, épisode 5 The Broken Badge (1978) de Lee H. Katzin : Lilly Pantages
- 1976 : L'Homme qui valait trois milliards (The Six Million Dollar Man)
  - Saison 4, épisode 8 Le Condor des Andes (Vulture of the Andes) de Cliff Bole : Leslie Morales
- 1977-1978 : Switch
  - Saison 2, épisode 20 The Hemline Heist (1977) de Leo Penn : Chicana
  - Saison 3, épisode 11 The Tong (1978) de Ray Danton : Sergent Ellen Lee
- 1979 : Chips (CHiPs)
  - Saison 3, épisode 2 Le Disco, 2e partie (Roller Disco, Part II) de Don Weis : elle-même
- 1979-1983 : L'Île fantastique (Fantasy Island)
  - Saison 3, épisode 4 Le Bébé / Le Marathon (Baby/Marathon: Battle of the Sexes, 1979 - Mary) de George McCowan et épisode 21 L'Homme de la jungle / Mary Ann et Mlle Valérie (Jungle Man/Mary Ann and Miss Sophisticate, 1980 - Rima)
  - Saison 6, épisode 10 L'Évasion / Le Ruban bleu (Candy Kisses/Operation Breakout, 1983) : la commandante
- 1981 : Buck Rogers (Buck Rogers in the 25th Century)
  - Saison 2, épisode 1 Le Temps du faucon (Time of the Hawk) de Vincent McEveety et épisode 3 Les Gardiens (The Guardians) de Jack Arnold : Koori
- 1981 : Drôles de dames (Charlie's Angels)
  - Saison 5, épisode 13 L'Ombre d'un héros (Stunt Women Angels) : Cynthia Weaver
- 1985 : Hooker (T.J. Hooker)
  - Saison 4, épisode 14 Les Barons de Chinatown (Outcall) : Barbara Canton
- 1986 : Supercopter (Airwolf)
  - Saison 3, épisode 22 Les Oiseaux de paradis (Birds of Paradise) de Bernard L. Kowalski : Isela Arragon
- 1987 : On ne vit qu'une fois (One Life to Live), feuilleton, épisode 4786 (sans titre) : Maria Roberts
- 1989 : Mission impossible, 20 ans après (Mission: Impossible)
  - Saison 1, épisode 12 Les Affres du pouvoir (The Fortune) de Rod Hardy : Emelia Berezan
- 1990 : Vic Daniels, flic à Los Angeles (The New Dragnet)
  - Saison 1, épisode 22 Dead Samaritan : Martine Lawrence
- 1990 : Rick Hunter (Hunter)
  - Saison 6, épisode 11 Le Cauchemar (Nightmare) de James Whitmore Jr. : Bernadette Lopez
- 1990 : L'Équipée du Poney Express The Young Riders)
  - Saison 1, épisode 22 Les Survivants Then There Was One) de George Mendeluk : Dolores
- 1991 : Dallas
  - Saison 14, épisode 14 La Machination (Smooth Operator) de Larry Hagman : Carmen Esperanza
- 1998 : Sunset Beach, feuilleton, épisodes 440, 446, 447, 450 et 466 (sans titres) : Sydney Jacobs
- 2004-2011 : Star Trek: New Voyages (en) (ou Star Trek: Phase II)
  - Saison unique, épisode 1 In Arms Way (2004 - Veronica) et épisode 6 Enemy: Starfleet! (2011 - Alersa)

#### Téléfilms
- 1964 : Calhoun: Country Agent de Stuart Rosenberg : Felicia del Valle
- 1967 : Winchester '73 d'Herschel Daugherty : Meriden
- 1972 : Women in Chains de Bernard L. Kowalski : Leila
- 1975 : They Only Come Out at Night de Daryl Duke : la réceptionniste
- 1976 : Brenda Starr de Mel Stuart : Luisa Santamaria
- 1979 : Pleasure Cove de Bruce Bilson : Gayle Tyler
- 2000 : Noriega : L'Élu de Dieu (Noriega: God's Favorite) de Roger Spottiswoode : Mama